# Sam Minaie
Sam P. Minaie (Reno (Nevada), 1983) is een Amerikaanse jazzzanger.

## Biografie
Sam Minaie, afkomstig uit een Iraanse immigrantenfamilie, begon op achtjarige leeftijd piano te leren spelen. Op 14-jarige leeftijd wisselde hij naar elektrische bas en contrabas. Hij ontving verschillende prijzen op het gebied van klassieke muziek en werkte in de regio Reno/Tahoe als professionele muzikant. De eerste jazzopnamen zijn gemaakt in 2002 met het Reno Jazz Orchestra (Bach to Blues). Met een beurs studeerde hij muziek aan de Universiteit van Nevada in Reno en behaalde hij een bachelordiploma in klassieke en jazzuitvoering. Daarna verhuisde hij naar Los Angeles, waar hij zijn studie voortzette aan het California Institute of the Arts. Bij CalArts had hij les bij Charlie Haden en de Afrikaanse ewe-drummer Alfred Ladzekpo.
In Los Angeles werkte Minaie samen met muzikanten als Peter Epstein (Abstract Realism). In 2009 verhuisde hij naar New York. Daar speelde hij o.a. met Ralph Alessi, Ravi Coltrane, Tigran Hamasyan, Peter Apfelbaum, John Ellis, David Ake, Mark Ferber, Gary Versace, Joe LaBarbera, Roy McCurdy, Bob Sheppard, Brian Lynch, John Beasley, Tootie Heath, Sara Gazarek, Larry Koonse, Patti Austin, Butch Morris, Vinny Golia, Adam Benjamin, Ben Wendel, Tim Ries, Tim Hagans, Kenny Werner, Vince Mendoza en Patrick Williams. Hij gaf ook concerten in het New Century Players Ensemble, Alfred Ladzekpo's Ewe Ensemble, het Lian Ensemble, het Bill Holman Orchestra en het Clayton/Hamilton Orchestra. Hij werkte ook als producent, geluidstechnicus en sessiemuzikant op de cello. Hij was ook tubaspeler in Charlie Hadens Liberation Music Orchestra. In New York werkt Minaie met het Axis Trio (waarvoor hij ook componeert). Hij bracht het album Heyo! uit onder zijn eigen naam. Op het gebied van jazz was hij tussen 2002 en 2017 betrokken bij 15 opnamesessies, o.a. met Melody Gardot en Gavin Templeton. Met het trio van Yaron Herman is hij ook in Europa te horen. In 2020 behoort hij tot het Jean-Michel Pilc Trio.

## Discografie
- 2017: Quoan: Fine Dining, met Daniel Rosenboom, Brian Walsh, Mark Ferber

- Gemeinsame Normdatei: 1069563102
- International Standard Name Identifier: 0000 0005 0377 2150
- Library of Congress Control Number: n2016029350
- MusicBrainz: 28e0fcfa-6de8-413f-8ead-a90a0541a3cb
- Système universitaire de documentation: 177327162
- Virtual International Authority File: 307514510
- WorldCat: E39PBJbWxHxWJRyyMmgB8gKPQq